# Battlestar Galactica

Logo

Battlestar Galactica is een sciencefictionfranchise bestaande uit meerdere televisieseries en films. De franchise werd bedacht door de Amerikaanse producent en schrijver Glen Larson.
De serie werd eerst gepresenteerd aan ABC onder naam Adam's Ark en draaide om een groep mensen die gevlucht waren van de aarde die door milieuproblemen verwoest was. Dit thema werd echter gewijzigd en er werden veel dingen uit het toen net uitgekomen Star Wars geleend wat later tot een rechtszaak heeft geleid.

## Verhaal
Alle incarnaties van Battlestar Galactica volgen hetzelfde verhaal: in een ver weg gelegen sterrenstelsel woont een groep mensen in wat zij de Twaalf Koloniën noemen. In het verleden waren deze koloniën in oorlog verwikkeld met een robotisch ras genaamd de Cylons. 
Met de hulp van een man genaamd Baltar lanceren de Cylons een verrassingsaanval op de koloniën, en maken deze onleefbaar voor de mensen. Een paar duizend inwoners kunnen aan de vernietiging ontkomen, en verzamelen zich met een aantal burgerschepen rondom het laatste militaire schip: de Battlestar Galactica.
Daar de koloniën onbewoonbaar zijn geworden, besluiten de overlevenden terug te keren naar de planeet Aarde, die inmiddels een legende geworden is onder de kolonisten. Onderweg worden ze overal gevolgd en gehinderd door de Cylons, die koste wat het kost de laatste mensen willen uitroeien.

## Ontvangst
De reeks haalde aanvankelijk goede waarderingscijfers maar die begonnen snel te dalen, en de hoge kosten leidden tot een abrupte afgelasting na het einde van het eerste seizoen. Om de reeks toch nog te kunnen voortzetten, werd met een drastisch verlaagd budget de opvolger Galactica 1980 gelanceerd. Er was ook een nieuwe verhaallijn: de Aarde is teruggevonden maar moet worden verborgen gehouden voor de Cyclons. De nieuwe reeks werd weggelachen. De luchtige toon maakte haar nog kinderachtiger dan haar voorganger; de meeste van de aanvankelijke acteurs waren vervangen; en de trucages waren pijnlijk ontoereikend. De reeks werd na 10 afleveringen uit haar lijden verlost.
Zowel Larson als acteur Richard Hatch probeerden de serie opnieuw tot leven te wekken, en een tv-pilot met regisseur Bryan Singer haalde nog net het preproductiestadium in 2001. De tweede kans kwam in 2003 toen Sci-Fi Channel een miniserie van drie afleveringen bestelde. Galactica werd drastisch omgevormd tot een volwassen space opera met moeilijke thematische, religieuze en politieke ideeën. Ze oogstte genoeg succes om vier seizoenen te worden voortgezet, met instemming van de critici, en won verschillende onderscheidingen.

## Televisie- en filmversies

### Eerste serie (1978-1999)
- Battlestar Galactica (film uit 1978): een film die eerst werd uitgebracht buiten de Verenigde Staten. De film diende als pilot voor de eerste televisieserie.
- Battlestar Galactica (serie uit 1978-1979): de originele serie, in fantaal ook wel BSG TOS (The Original Series) genoemd.
- Galactica 1980 (serie uit 1980): een kort lopende serie die officieel een vervolg vormde op de eerste serie, maar waarin maar drie personages van de originele cast voorkomen. In fantaal wordt dit ook wel BSG '80 genoemd.
- Samenvoegingen (films uit jaren '80): nadat de serie beëindigd was, werden er verscheidene films gemaakt, die simpelweg twee of drie achter elkaar geplakte afleveringen waren met af en toe een nog nooit eerder vertoonde scène. Hier volgt een lijst:
  - Battlestar Galactica: "Saga of a Star World Part 1", "Saga of a Star World Part 2" en "Saga of a Star World Part 3"
  - Mission Galactica: The Cylon Attack: "The Living Legend" en "Fire in Space"
  - Lost Planet of the Gods: "Lost Planet of the Gods Part 1" en "Lost Planet of the Gods Part 2"
  - Gun on Ice Planet Zero: "Gun on Ice Planet Zero Part 1" en "Gun on Ice Planet Zero Part 2"
  - The Phantom in Space: "The Hand of God" en "The Lost Warrior"
  - Space Prison: "The Man with Nine Lives" en "Baltar's Escape"
  - Space Casanova: "Take the Celestra" en "The Long Patrol"
  - Curse of the Cylons: "Fire in Space" en "The Magnificent Warriors"
  - The Living Legend: "The Living Legend Part 1" en "The Living Legend Part 2"
  - War of the Gods: "War of the Gods Part 1" en "War of the Gods Part 2"
  - Greetings from Earth: "Greetings from Earth Part 1" en "Greetings from Earth Part 2"
  - Murder in Space: "Murder on the Rising Star" en "The Young Lords"
  - Conquest of the Earth: "Galactica Discovers Earth" en "The Night the Cylons Landed"
  - Experiment in Terra: "Experiment in Terra" en "The Return of Starbuck"
- The Second Coming (film uit 1999): de film diende als pilot voor een direct vervolg op de serie uit 1978 (omwille van de flopserie uit 1980), maar deze serie is er nooit gekomen. De film wordt in fantaal ook wel BSG TSC (The Second Coming) genoemd.

### Tweede serie (2003-2013)
- Battlestar Galactica (serie uit 2003): een miniserie uitgebracht door Sci-fi Network. Deze miniserie bracht het televisiestation de hoogste kijkcijfers in zijn bestaan tot dan toe. De serie wordt in fantaal ook wel BSG RDM genoemd, naar Ronald D. Moore, bedenker en producer.
- Battlestar Galactica (serie uit 2004-2009): een nieuwe serie uitgebracht naar aanleiding van het succes van de miniserie. Deze serie is een productie van Sci-fi Network, in samenwerking met het Britse Sky One. Sky One had de première en de serie is daar begonnen op maandag 18 oktober 2004. Ook deze serie wordt gerekend tot de BSG RDM en telt 4 seizoenen.
- The Resistance (serie uit 2006): een korte serie bestaande uit 10 online uitgebrachte afleveringen. Diende als promotie voor het derde seizoen van de nieuwe serie.
- Razor Flashbacks (serie uit 2007): een korte serie bestaande uit 7 online afleveringen geproduceerd om het gat tussen seizoen 3 en 4 van de nieuwe serie op te vullen.
- Razor (film uit 2007): een televisiefilm geproduceerd om het gat tussen seizoen 3 en 4 van de nieuwe serie op te vullen.
- The Face of the Enemy (serie uit 2008-2009): een korte serie bestaande uit 10 online uitgebrachte afleveringen. Vindt plaats tijdens seizoen 4.
- The Plan (film uit 2009): een televisiefilm die het verhaal vertelt uit het perspectief van de Cylons.
- Caprica (serie uit 2010): een prequel-serie bestaande uit 1 seizoen van 18 afleveringen. Deze werd in 2010 uitgezonden.
- Blood & Chrome (serie uit 2012): een spin-off pilot. Deze serie speelt zich af tijdens de eerste cylonoorlog. De productie begon op 10 februari 2011.
- Blood & Chrome (film uit 2013): een televisiefilm uit 2013 die de samenvoeging is van de gelijknamige serie.

### Vervolg
Er zijn twee projecten in de maak, een serie en een film die in hetzelfde universum zullen plaatsvinden. De film wordt geschreven en geproduceerd door Simon Kinberg en Dylan Clark. Sam Esmail verzorgt de productie van de serie. De serie zal trachten uniek te zijn door niet te werken in een chronologische volgorde of met verschillende seizoenen, maar door gewoon iets uit te brengen wanneer het daar het goede moment voor lijkt.

## Strips
Sinds de originele serie zijn er verschillende stripversies van Battlestar Galactica uitgebracht.
Marvel Comics publiceerde een 23 delen tellende stripreeks tussen 1978 en 1981. Rond dezelfde tijd brachten ook Maximum Press, Grandreams, Look-in Magazine, Realm Press en Dynamite Comics strips over de serie uit. Zowel de strips van Granddreams als Look-In spelen zich af vroeg in de serie. De andere strips spelen zich af na de laatste aflevering van de originele serie. 

## Spellen
Een Battlestar Galactica computerspel werd uitgebracht voor de Sony PlayStation 2 en Microsoft Xbox. 
Wiz Kids, Inc. produceerde een Battlestar Galactica kaartspel gebaseerd op de miniserie uit 2003 en de eropvolgende serie uit 2004. 
De originele serie diende als basis voor een bordspel. 
In augustus 2007 kwam er een rollenspel over Battlestar Galactica uit, gemaakt door Margaret Weis Productions.
Op 31 augustus 2017 is Battlestar Galactica Deadlock uitgekomen.

## Andere betekenissen van de naam
- Battlestar Galactica (ruimteschip) - Het schip zelf waar de serie om draait.
- Battlestar Group 75 (BSG-75) - De benaming voor de vlooteenheid waar de Battlestar Galactica het vlaggenschip van is in de RDM.
- Battlestar Galactica (boek) - Serie boeken geschreven door acteur Richard Hatch die Apollo speelde in de originele serie en Tom Zarek in de nieuwe serie.
- Battlestar Galactica (speelgoed) - Speelgoed geproduceerd voor de oude series, wordt door Richard Hatch in 2004 opnieuw uitgebracht.

## Personages
Personages die in Battlestar Galactica voorkomen zijn onder andere Commandant Adama, Kapitein Apollo en Luitenant Starbuck.